# The Good Life I Have
The Good Life I Have är ett studioalbum av Eva Eastwood från 2001.

## Låtlista
| Nr           | Titel                                      | Längd |
| ------------ | ------------------------------------------ | ----- |
| 1.           | The good life I have                       | 2:54  |
| 2.           | High for the p.t                           | 3:04  |
| 3.           | A reminder of you                          | 3:03  |
| 4.           | Goodbye city                               | 2:23  |
| 5.           | A world of out own (featuring Johan Blohm) | 3:41  |
| 6.           | Our love is true                           | 2:09  |
| 7.           | A millionaire of the simple things         | 3:03  |
| 8.           | The chase                                  | 2:46  |
| 9.           | Grandaddyo                                 | 3:25  |
| 10.          | How keith calloway died (Riverbanks)       | 3:11  |
| 11.          | King for a day                             | 3:03  |
| 12.          | Good times to come (featuring Johan Blohm) | 2:10  |
| 13.          | Highway 65                                 | 3:21  |
| 14.          | Who put the good in goodbye                | 2:41  |
| 15.          | Big brother                                | 2:29  |
| 16.          | First kiss                                 | 2:47  |
| Total längd: | Total längd:                               | 46:18 |